# Caryophylliidae
Caryophylliidae  is een familie van rifkoralen (Scleractinia).

## Geslachten
- Anomocora Studer, 1877
- Asterosmilia Duncan, 1867 †
- Aulocyathus Marenzeller, 1904
- Bathycyathus Milne-Edwards & Haime, 1848
- Bourneotrochus Wells, 1984
- Brachytrochus Reuss, 1864 †
- Caryophyllia Lamarck, 1801
- Ceratotrochus Milne-Edwards & Haime, 1848
- Coenocyathus Milne-Edwards & Haime, 1848
- Coenosmilia Pourtalès, 1874
- Colangia Pourtalès, 1871
- Concentrotheca Cairns, 1979
- Confluphyllia Cairns & Zibrowius, 1997
- Conotrochus Seguenza, 1864
- Crispatotrochus Tenison-Woods, 1878
- Dasmosmilia Pourtalès, 1880
- Dendrosmilia Milne-Edwards & Haime, 1848 †
- Desmophyllum Ehrenberg, 1834
- Discocyathus Milne-Edwards & Haime, 1848 †
- Ericiocyathus Cairns & Zibrowius, 1997
- Goniocorella Yabe & Eguchi, 1932
- Heterocyathus Milne-Edwards & Haime, 1848
- Hoplangia Gosse, 1860
- Labyrinthocyathus Cairns, 1979
- Leptocyathus Milne-Edwards & Haime, 1850 †
- Lochmaeotrochus Alcock, 1902
- Lophelia Milne-Edwards & Haime, 1849
- Lophosmilia †
- Monohedotrochus Kitahara & Cairns, 2005
- Nemenzophyllia
- Nomlandia Durham & Barnrad, 1952
- Oxysmilia Duchassaing, 1870
- Paraconotrochus Cairns & Parker, 1992
- Paracyathus Milne-Edwards & Haime, 1848
- Parasmilia Milne-Edwards & Haime, 1848
- Phacelocyathus Cairns, 1979
- Phyllangia Milne-Edwards & Haime, 1848
- Polycyathus Duncan, 1876
- Pourtalosmilia Duncan, 1884
- Premocyathus Yabe & Eguchi, 1942
- Rhizosmilia Cairns, 1978
- Solenosmilia Duncan, 1873
- Stephanocyathus Seguenza, 1864
- Sympodangia Cairns & Zibrowius, 1997
- Tethocyathus Kuehn, 1933
- Thalamophyllia Duchassaing, 1870
- Thecocyathus Milne-Edwarsd & Haime, 1848 †
- Trochocyathus Milne-Edwards & Haime, 1848
- Trochosmilia Milne-Edwards & Haime, 1848 †
- Vaughanella Gravier, 1915